# Oskar Menzel (General)
Oskar Alexander Ludwig Moritz Menzel (* 15. Januar 1853 in Weiden in der Oberpfalz; † 23. April 1937 in Grafenwöhr) war ein bayerischer Generalmajor und Kommandant des Truppenübungsplatzes Grafenwöhr.

## Leben
Menzel war der Sohn eines Pfarrers. Nach dem Besuch des Realgymnasiums trat er am 11. August 1871 als freiwilliger Unterkanonier und Offiziersaspirant in das 3. Artillerie-Regiment „Königin Mutter“ der Bayerischen Armee ein. Bis Ende Oktober 1873 avancierte er zum Sekondeleutnant und wurde Ende Februar 1875 in das 2. Feldartillerie-Regiment „Brodeßer“ versetzt. Daran schloss sich von Anfang November 1880 bis Ende März 1881 eine Verwendung im 2. Fußartillerie-Regiment und anschließend im 1. Fußartillerie-Regiment „Bothmer“ an. Menzel war vom 28. März 1884 bis zum 1. Juli 1888 als Adjutant des I. Bataillons tätig, stieg zwischenzeitlich zum Premierleutnant auf und wurde unter Beförderung zum Hauptmann am 19. Dezember 1888 als Kompaniechef in das 2. Fußartillerie-Regiment versetzt. Unter Stellung à la suite seines Regiments erfolgte am 22. September 1893 seine Ernennung zum Referenten bei der Inspektion der Fußartillerie in München. Mit der Beförderung zum Major wurde Menzel am 30. Mai 1896 unter Belassung in seiner Stellung zugleich bis zum 20. Mai 1897 mit der Wahrnehmung der Geschäfte des Direktors der Oberfeuerwerkerschule beauftragt. Vom 2. Juni 1897 bis zum 3. Oktober 1899 war er Artillerieoffizier vom Platz in Ulm, trat anschließend als Kommandeur des I. Bataillons im 1. Fußartillerie-Regiment „vakant Bothmer“ in den Truppendienst zurück und erhielt Anfang Dezember 1899 das Ritterkreuz des Ordens der Württembergischen Krone sowie am Mitte Januar 1900 den Roten Adlerorden IV. Klasse. Mitte September 1900 avancierte er zum Oberstleutnant, wurde am 21. September 1902 Regimentskommandeur und in dieser Stellung am 9. März 1903 Oberst. Unter Verleihung des Charakters als Generalmajor war Menzel ab dem 20. August 1905 Direktor des Artillerie- und Train-Depots, bis er schließlich am 25. August 1907 mit der gesetzlichen Pension zur Disposition gestellt und zugleich dem Generalkommando des III. Armee-Korps in Nürnberg zugeteilt wurde. Am 23. April 1910 erfolgte seine Ernennung zum Kommandanten des Truppenübungsplatzes Grafenwöhr, dem auch das dortige Militärforstamt unterstellt war. Prinzregent Luitpold würdigte Menzel am 24. Oktober 1910 durch die Verleihung des Militärverdienstordens II. Klasse.
Mit Ausbruch des Ersten Weltkriegs wurde auf dem Truppenübungsplatz ein Kriegsgefangenenlager errichtet, als dessen Kommandant Menzel in Personalunion bis zum 26. Januar 1915 fungierte. Er erhielt im November 1914 das Eiserne Kreuz II. Klasse und aus Anlass des Geburtstages von König Ludwig III. im Januar 1916 das König Ludwig-Kreuz. Nach Kriegsende wurde Menzels Verwendung zum 31. Dezember 1918 aufgehoben.
Oskar Menzel kaufte 1918 das Hammerschloss Hammergmünd. Er lebte bereits seit 1912 hier und wohnte bis zu seinem Tod darin.